# Acranthera hallieri
Acranthera hallieri är en måreväxtart som beskrevs av Theodoric Valeton. Acranthera hallieri ingår i släktet Acranthera och familjen måreväxter. Inga underarter finns listade i Catalogue of Life.